# Championnat d'Europe 1983 de football américain
Navigation
1985
Le Championnat d'Europe 1983 de football américain (en anglais, 1983 American Football European Championship) est la 1re édition du Championnat d'Europe de football américain. Il s'agit d'une compétition continentale de football américain mettant aux prises les sélections nationales européennes affiliées à l'EFAF.
Cette édition a eu lieu à Castel Giorgio en Italie, du 23 juillet au 31 juillet 1983.
C'est l'équipe d'Italie qui remporte la compétition.

## Équipes participantes
| # | Équipe               |
| - | -------------------- |
| 1 | Finlande             |
| 2 | Italie               |
| 3 | France               |
| 4 | Allemagne de l'Ouest |
| 5 | Autriche             |

## Les matchs
- Match de qualification

| Date            | Lieu           | Domicile | Résultat | Extérieur |
| --------------- | -------------- | -------- | -------- | --------- |
| 23 juillet 1983 | Castel Giorgio | Finlande | 52 - 0   | France    |
- 1/2 finales :

| Date            | Lieu           | Domicile | Résultat | Extérieur            |
| --------------- | -------------- | -------- | -------- | -------------------- |
| 24 juillet 1983 | Castel Giorgio | Italie   | 87 - 0   | Autriche             |
| 27 juillet 1983 | Castel Giorgio | Finlande | 33 - 8   | Allemagne de l'Ouest |
- Barrage pour 5e place :

| Date            | Lieu           | Domicile | Résultat | Extérieur |
| --------------- | -------------- | -------- | -------- | --------- |
| 28 juillet 1983 | Castel Giorgio | France   | 72 - 0   | Autriche  |
- 3e et 4e places :

| Date            | Lieu           | Domicile             | Résultat | Extérieur |
| --------------- | -------------- | -------------------- | -------- | --------- |
| 30 juillet 1983 | Castel Giorgio | Allemagne de l'Ouest | 27 - 20  | France    |
- 1re et 2e places :

| Date            | Lieu           | Domicile | Résultat | Extérieur |
| --------------- | -------------- | -------- | -------- | --------- |
| 31 juillet 1983 | Castel Giorgio | Italie   | 18 - 6   | Finlande  |

## Classement final
Italie championne d'Europe.
| # | Équipe    |
| - | --------- |
| 1 | Italie    |
| 2 | Finlande  |
| 3 | Allemagne |
| 4 | France    |
| 5 | Autriche  |